# 북마리아나 제도의 인구

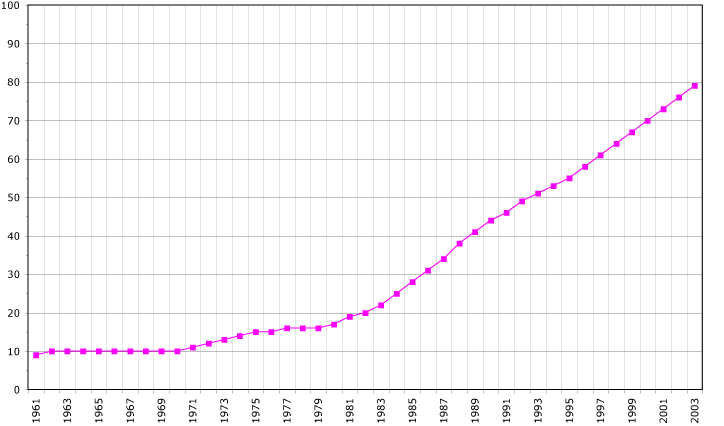
1960-2003 북마리아나 제도의 인구. 단위는 천 명.

다음은 북마리아나 제도의 인구 통계이다.
| 인구조사    | 인구   | Note | %±     |
| ----------- | ------ | ---- | ------ |
| 1960년      | 8,286  |      | —      |
| 1970년      | 9,436  |      | 13.9%  |
| 1980년      | 16,780 |      | 77.8%  |
| 1990년      | 43,345 |      | 158.3% |
| 2000년      | 69,221 |      | 59.7%  |
| 2010년      | 53,883 |      | −22.2% |
| 2021 (추산) | 51,659 |      |        |

## 성별 및 연령별 인구 구조

### 2011년 7월 1일
2011년 7월 1일 인구 조사
| 연령대     | 남성   | 여성   | 전체   |
| ---------- | ------ | ------ | ------ |
| 전체       | 22 153 | 23 897 | 46 050 |
| 0-4        | 2 495  | 2 357  | 4 852  |
| 5-9        | 1 883  | 1 739  | 3 622  |
| 10-14      | 1 971  | 1 529  | 3 500  |
| 15-19      | 2 121  | 1 681  | 3 802  |
| 20-24      | 1 607  | 1 791  | 3 398  |
| 25-29      | 1 050  | 2 781  | 3 831  |
| 30-34      | 1 008  | 2 688  | 3 696  |
| 35-39      | 1 550  | 1 661  | 3 211  |
| 40-44      | 1 858  | 1 726  | 3 584  |
| 45-49      | 1 967  | 1 771  | 3 738  |
| 50-54      | 1 824  | 1 617  | 3 441  |
| 55-59      | 1 260  | 1 010  | 2 270  |
| 60-64      | 769    | 671    | 1 440  |
| 65-69      | 366    | 428    | 794    |
| 70-74      | 248    | 168    | 416    |
| 75-79      | 101    | 138    | 239    |
| 80-84      | 54     | 93     | 147    |
| 85-89      | 17     | 36     | 53     |
| 90-94      | 3      | 11     | 14     |
| 95-99      | 1      | -      | 1      |
| 100세 이상 | -      | 1      | 1      |

## 미국 중앙정보국 월드 팩트북 인구 통계
출처: 미국 중앙정보국(CIA) 월드 팩트북.

### 인구
51,659명 (2021년 7월 추산)

### 민족
아시아인 50% (필리핀인 35.3%, 중국인 6.8%, 한국인 4.2%, 기타 아시아인 3.7%), 하와이 또는 태평양 원주민 34.9% (차모로 23.9%, 캐롤라이나 4.6%, 기타 하와이 원주민 또는 태평양 섬 원주민 6.4% 포함), 기타 2.5%, 혼혈 12.7% (2010년 추산)

### 언어
필리핀 언어들 32.8%, 차모로어 (공용어) 24.1%, 영어 (공용어) 17%, 기타 태평양섬 언어들 10.1%, 중국어 6.8%, 기타 아시아 언어들 7.3%, 기타 1.9% (2010년 추산)

### 종교
기독교인 (다수가 로마 가톨릭)

### 성별 및 연령별 인구 구조
0-14세: 25.02% (남성 6,937/여성 5,934)
15-24세: 16.28% (남성 4,518/여성 3,857)
25-54세: 37.44% (남성 9,934/여성 9,325)
55-64세: 14.01% (남성 3,921/여성 3,286)
65세 이상: 7.23% (남성 1,988/여성 1,733) (2020년 추산)

### 중위 연령
전체: 32.8세
남성: 31.8세
여성: 34.1세 (2020년 추산)

### 인구 성장률
-0.36% (2021년 추산)

### 출생률
15.31명/1,000명 (2021년 추산)

### 사망률
5.28명/1,000명 (2021년 추산)

### 순이동률
-13.67명/1,000명 (2021년 추산)

### 인구 분포
인구의 약 90%가 사이판 섬에 살고 있음

### 도시화
도시 인구: 전체 인구의 91.9% (2021)
도시화 증감률: 연평균 0.36% 변화 (2020-25년 추산)

### 주요 도시 지역 - 인구
51,000명 사이판 (수도) (2018)

### 성비
출생시: 1.16 남성/여성
0-14세: 1.17 남성/여성
15-24세: 1.17 남성/여성
25-54세: 1.07 남성/여성
55-64세: 1.19 남성/여성
65세 이상: 1.15 남성/여성
전체: 1.13 남성/여성 (2020년 추산)

### 영아 사망률
전체: 12.79명/출생 1,000명
남성: 15.52명/출생 1,000명
여성: 9.61명/출생 1,000명 (2021년 추산)

### 출생시 기대수명
전체: 76.33세
남성: 74.22세
여성: 78.79세 (2021년 추산)

### 합계출산율
2.66명/여성 (2021년 추산)